# Piotrowo (powiat płocki)
Piotrowo – wieś w Polsce położona w województwie mazowieckim, w powiecie płockim, w gminie Słupno.
| SIMC    | Nazwa        | Rodzaj                          |
| ------- | ------------ | ------------------------------- |
| 0575841 | Działkowicze | część wsi (zniesiona w 2023 r.) |
| 0575858 | Konstantowo  | część wsi                       |

W latach 1975–1998 miejscowość należała administracyjnie do województwa płockiego.